# Tatra 111
Tatra 111 je jedním z nejslavnějších nákladních automobilů značky Tatra, který si svou spolehlivostí a dobrými jízdními vlastnostmi v terénu rychle získal oblibu jak u německé armády, pro kterou byl vyvinut, tak později i u československé armády a u civilních řidičů nejen v Československu, ale i v zahraničí, především v drsných podmínkách Sibiře v tehdejším Sovětském svazu. V sibiřském městě Susuman jí byl postaven pomník. Vůz Tatra 111 byl vyráběn od roku 1942 až do roku 1962, kdy byl ve výrobě definitivně nahrazen vozem Tatra 138.
Celkově bylo vyrobeno téměř 34 tisíc automobilů typu Tatra 111 v mnoha provedeních a modifikacích. Nejčastěji to byly valníky a sklápěče, ale i autojeřáby, bagry, cisternové vozy, vozy na přepravu cementu, tahače a mnohé speciální nástavby.

## Doba vzniku a modernizace

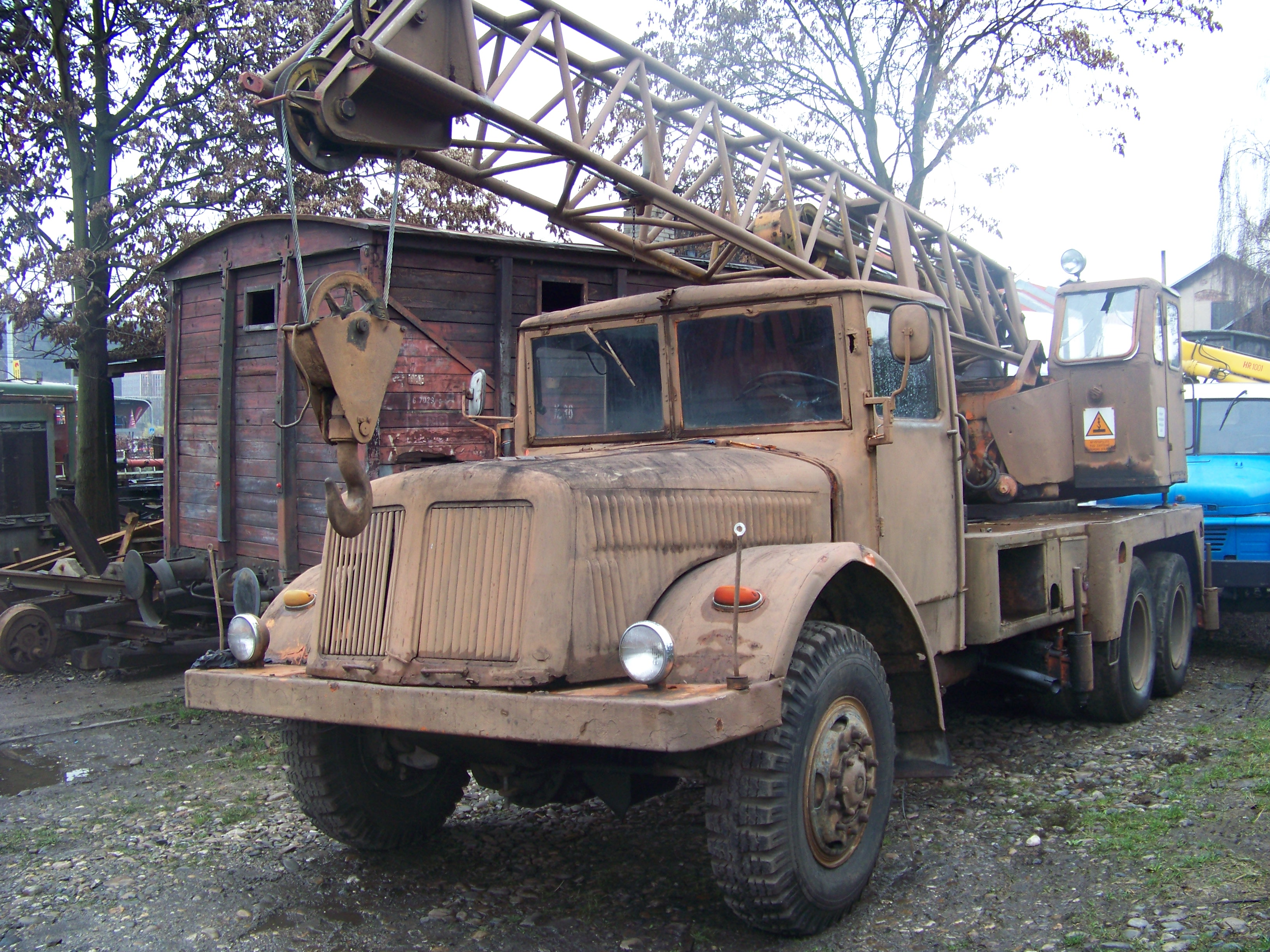
Automobilní jeřáb HSC-4 na podvozku Tatry 111

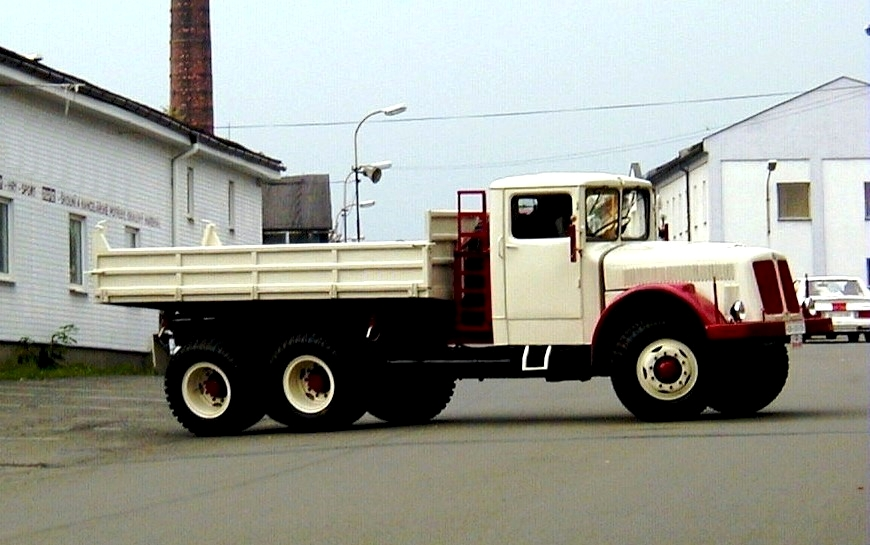
Třístranný sklápěč Tatra 111 S3

Automobil byl vyvinut pro nasazení na východní frontě 2. světové války, kde vládly tuhé zimy a chyběly zpevněné cesty. Proto vznikl automobil se všemi poháněnými koly a vzduchovým chlazením. Pro ozbrojené síly nacistického Německa nebyla priorita životnost automobilu jak z důvodu vysokých bojových ztrát, ale i z důvodu válečného nedostatku kvalitních konstrukčních materiálů a barevných kovů. Byl požadován vysoký výkon motoru bez ohledu na jeho životnost. „Stojedenáctky“ obstály na frontě, po osvobození a únorovém puči se proslavily hlavně na velkých stavbách nejen socialismu u nás i ve světě.
Tatra 111 prošla během let výroby mnoha úpravami a vylepšeními. Původně poměrně vysoko nastavený výkon motoru 154 kW při 2 250 ot/min. byl později z důvodu zvýšení spolehlivosti a možnosti dlouhodobého zatížení snížen na 132 kW při 1 800 ot/min. Nosnost 8 tun u prvních vozů byla později zvýšena na 10,3 tuny.
Na pohled nejvýznamnější změny zaznamenala v průběhu výroby kabina řidiče, která byla u prvních vozů velmi jednoduchých hranatých tvarů s malými okny. Vyráběla se z dřevotřísky, která nahrazovala během války nedostatkový ocelový plech. Pozdější kabiny už byly ocelové, zpočátku s dřevěnou kostrou; poslední modely však byly už celokovové, z počátku s typickým negativním sklonem čelních skel (taktické důvody). Velkým vývojem prošel i motor - změněn byl pohon ventilátorů chlazení z původních řetězů na pozdější klínové řemeny, tvar spalovacího prostoru a koruny pístů (T 111A), která znamenala i záměnu polohy sacího a výfukového potrubí, ale bylo vylepšeno i chlazení a snížena spotřeba paliva.
Tatra 111 dosahovala rychlost u prvních vozů 75 km/h, později, po snížení otáček motoru 62 km/h při poměrně příznivé průměrné spotřebě 30 litrů nafty na 100 km. Motory typu T 111 našly poměrně široké využití. Mimo vozidel T 111 poháněly ve výkonnější verzi i odvozené silniční tahače těžkých přívěsů Tatra 141, méně známé jednostranné sklápěče Tatra 147, ale také například populární motorové železniční vozy řady M 131.1 (známé pod přezdívkou Hurvínek) - zde ve verzi sníženého výkonu, nebo malé letištní tahače a navijáky, či vojenské motorové čluny.
Motory s jiným počtem válců odvozené od T 111 zase poháněly například Tatru 128 (V8), horský autobus Tatra 500 HB (V8), nebo známý střední terénní automobil Praga V3S (prototyp R5, sériově motory R6 T 911, T 912) a jeho silniční verzi Praga S5T. Motor T 111 byl ještě během války zabudován i do německých osmikolových obrněných automobilů Sd Kfz. 234, kolopásových vozidel FAMO F3 a od dvanáctiválce T 111 byl odvozen i osmnáctiválcový motor T 955 s třemi řadami válců do W vyrobený v několika prototypech (1 k vidění v Technickém muzeu v Kopřivnici), určený pro pohon německých tanků Tiger I. Odvozen byl i čtyřválec T 114 a plochý šestiválec T 116 pohánějící prototypy Tatra.

## Konstrukce

### Podvozek
Při stavbě T 111 byly v plné míře využity zásady tatrovácké koncepce. Automobil měl pohon všech kol s vypínatelným pohonem přední nápravy. Podvozek vozidla byl tvořen páteřní nosnou rourou, na kterou byly přírubami uchyceny rozvodovky jednotlivých náprav, včetně přední. Všechny nápravy byly výkyvné, což společně s torzně tuhým páteřovým rámem a uzávěrkami diferenciálů umožňovalo vozu velmi dobrou průchodnost terénem.

### Motor

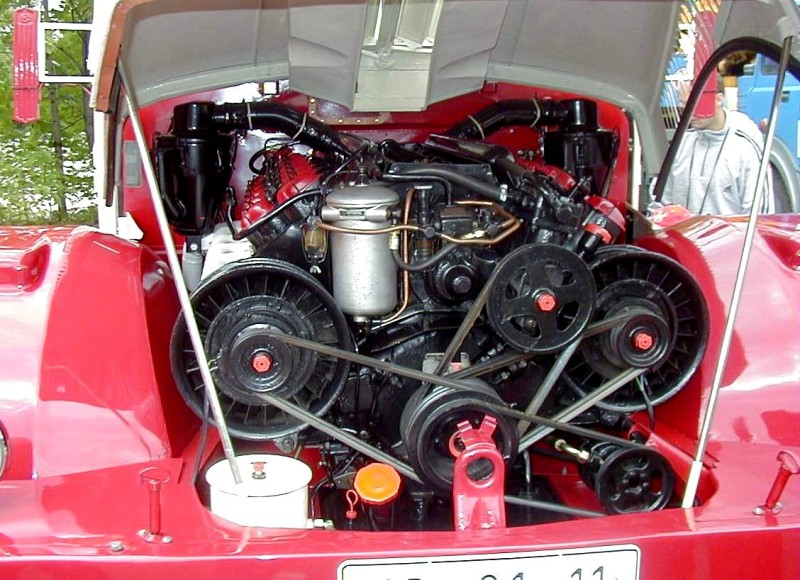
Motor T 111

Motor T 111 (typ T 103) byl vznětový s přímým vstřikováním paliva ze dvou spřažených šestiválcových vstřikovacích čerpadel a rozvodem OHV pomocí tří vačkových hřídelí se dvěma ventily na válec. Měl 12 válců ve dvou řadách uspořádaných do V 75° o zdvihovém objemu 14,8 litru (vrtání 110 × zdvih 130 mm) a byl chlazen vzduchem pomocí dvou tlačných axiálních ventilátorů, poháněných nejprve zapouzdřeným řetězovým, později jednodušším řemenovým převodem. Vstup na čele i výdech chladicího vzduchu na horní ploše kapoty byl regulován otočnými žaluziemi. Ze segmentů skládaný šroubovaný klikový hřídel byl valivě uložen v tunelové skříni s ozubenými koly rozvodu na přední straně. Tlakové oběžné mazání se „suchou“ skříní a dvěma čerpadly (odsávací, mazací). Motor byl původně vyvinut pro těžký obrněný automobil Sd Kfz. 234.
Provoz v klimatických podmínkách Sovětského svazu kladl na motor velké nároky. V mrazech okolo -40 °C byl motor dnem i nocí v chodu, po třech měsících šel vůz do opravy. Pokud se motor zastavil a nepodařilo se ho nastartovat do 5 minut, rozdělal se pod ním oheň, když se ani potom nenastartoval, auto bylo odvlečeno do dílen.

### Převodovka
Převodovka byla mechanická čtyřstupňová a byla doplněna přídavnou převodovkou pro jízdu v terénu, nebo pro případ, kdy bylo potřeba použít velký kroutící moment (velkou tažnou sílu). Vozidla byla schopná například utáhnout až dva přívěsy o celkové hmotnosti do 22 tun. Na takovou zátěž byl motor slabý, ve stoupání běžel v plných otáčkách, a Tatra jela rychlostí 5 km/hod. Alternativně mohl být montován i naviják.